# 阿尔卡塞尔
阿尔卡塞尔，是西班牙瓦伦西亚自治区巴伦西亚省的一个市镇。总面积9平方公里，总人口7557人（2001年），人口密度840人/平方公里。